# River Park (Florida)
River Park es un lugar designado por el censo ubicado en el condado de Santa Lucía en el estado estadounidense de Florida. En el Censo de 2010 tenía una población de 5.222 habitantes y una densidad poblacional de 803,6 personas por km².

## Geografía
River Park se encuentra ubicado en las coordenadas 27°19′23″N 80°19′54″O / 27.32306, -80.33167. Según la Oficina del Censo de los Estados Unidos, River Park tiene una superficie total de 6.5 km², de la cual 6.03 km² corresponden a tierra firme y (7.25%) 0.47 km² es agua.

## Demografía
Según el censo de 2010, había 5.222 personas residiendo en River Park. La densidad de población era de 803,6 hab./km². De los 5.222 habitantes, River Park estaba compuesto por el 84.93% blancos, el 7.76% eran afroamericanos, el 0.59% eran amerindios, el 1% eran asiáticos, el 0.08% eran isleños del Pacífico, el 3.16% eran de otras razas y el 2.49% pertenecían a dos o más razas. Del total de la población el 14.11% eran hispanos o latinos de cualquier raza.